# امامقلی‌خان قاجار
امامقلی‌خان قاجار از سرداران قزلباش طایفه قاجار و بیگلربیگی قره‌باغ و گنجه در زمان شاه محمد خدابنده بود که در جنگ چلدر به همراه  محمدخان تخماق استاجلو توانستند تا حدودی از پیشرفت پیش‌قراولان سپاه عثمانی جلوگیری کنند و بسیاری از سرداران ترک و کرد ارتش مصطفی‌پاشا را بکشند.

## جنگ چلدر
در جنگ چلدر مصطفی پاشا از قارص وارد قفقاز شد و چون این خبر به قزوین رسید از سوی شاه محمد خدابنده به امیرخان موصلوی ترکمان (بیگلربیگی آذربایجان)، امامقلی‌خان قاجار (بیگلربیگی قره‌باغ) و محمدخان تخماق استاجلو (بیگلربیگی چخور سعد) دستور داد که به اتفاق یکدیگر از پیشروی قشون عثمانی جلوگیری کنند. سواران اماقلی‌خان قاجار و محمدخان تخماق استاجلو برای دفع حمله ترکان عثمانی به هم پیوستند ولی امیرخان موصلوی ترکمان به دلیل دشمنی که مابین طوایف ترکمان و استاجلو بود به آن دو نفر کمک نکرد.

## جنگ مشعل
نبرد مشعل جنگی بود که در ۱۵۸۳ میلادی بین قوای عثمانی و سپاه قزلباش (ایران) اتفاق افتاد. در این درگیری حیدرپاشای چرکس امیر عثمانی با ۱۵٫۰۰۰ پیاده و سوار از طریق کریمه (قریم) و دریای سیاه با کشتی به مساعدت عثمان‌پاشا اوزدمر اوغلی شتافت و عثمان‌پاشا اوزدمر اوغلی با همیاری او ارتش امامقلی‌خان قاجار (بیگلربیگی قره‌باغ و گنجه) را شکست دادند و سراسر شروان را در تصرف عثمانی قرار دادند. این نبرد در تاریخ ۱۹ ربیه الثانی ۹۹۱ قمری مصادف با ۱۲ مه ۱۵۸۳ در نزدیکی قلعه شابران در شمال شهر شماخی رخ داد. مورخان عثمانی نوشته‌اند امامقلی‌خان قاجار با آنکه ۵۰٫۰۰۰ هزار سوار داشت به دشواری مغلوب شد به طوری که سربازان عثمانی ۷٫۰۰۰ نفر از سربازان قزلباش را سر بریدند و ۳٫۰۰۰ نفر را اسیر کردند. پس از این پیروزی عثمان‌پاشا اوزدمر اوغلی به باکو رفت و جعفرپاشا از دیگر امیران عثمانی را به جای خویش در داغستان گذارد.